# Agglomération de Huntsville
L'agglomération de Huntsville est une région métropolitaine des États-Unis dans le nord de l'État de l'Alabama. Sa population est estimée à 417 593.

## Géographie
Cette région métropolitaine comprend deux comtés: Limestone et Madison.

## Lieux
Outre Huntsville, l'agglomération comprend d'autres lieux, parmi lesquels:
- Athens
- Madison
- Scottsboro

## Transports
- Interstate 65
- Interstate 565